# میرزا جعفر حکیم الهی
میرزا محمد جعفر لواسانی مشهور به حکیم الهی اول زاده ۱۲۱۵ قمری در لواسان و در گذشته ۱۲۹۸ تهران از علمای روشنفکر و اصلاح طلب و از شخصیت‌های فرهنگی و سیاسی دوران قاجار بود که بر طبق قول مشهور نسب وی به خواجه نظام الملک طوسی وزیرشاهان سلجوقی می‌رسد. در منابع تاریخی دوران قاجار و معاصر زندگی او را آورده‌اند.

## زندگی‌نامه
میرزا جعفر حکیم الهی فرزند میرزا حسینعلی لواسانی در ۱۲۱۵ قمری در خانواده‌ای اهل علم در قریه سینک لواسان زاده شد. در جوانی به اصفهان رفت و در محله بیدآباد ساکن شد و در مدارس و مکاتب آن شهر به فراگیری حکمت و تاریخ و علوم عقلی پرداخت و پس از پایان تحصیل راهی تهران شد و در اواخر سلطنت فتحعلی شاه به دربار قاجار راه یافت و «ًدر خدمت خاقان صحبت تواریخ و اشعار و سایر علوم را داشت و طرف مصاحبت و منادمت خاقان بود» در دوران صدارت امیرکبیر به حل و فصل دعاوی مدنی و شرعی منصوب شدو ناصرالدین شاه به او لقب حکیم الهی داد و او را که اجازه حضور در مراسم درباری داشت «پیرزنده دل» می‌نامید چندی تولیت بارگاه امامزاده عبدالله شهر ری را داشت و مدتی نیز به ملاباشیگری کرمانشاهان (در دوران حکومت عمادالدوله) منصوب شد در زمان سپهسالار مقاله‌ای در پشتیبانی از اصلاحات و تأسیسات جدید آن وزیر در روزنامه مریخ منتشر ساخت.
مهدی قلی هدایت حاضرجوابی و بذله گویی او را در مواجهه با حرم سلطنت و اشاره او به تفنگ حسن موسی ستوده‌و حاج سیاح محلاتی به تحسین رفتار و منش او پرداخته‌استوی با بیشتر رجال آن دوره از جمله حسام السلطنه، فرهادمیرزا، قائم مقام، عباس میرزا، سپهسالار، امیرنظام گروسی و میرزا ملکم خان ناظم الدوله دوست و معاشر بود.
از وی دو رساله خطی در مورد فتح هرات توسط ایران در سال ۱۲۷۳ قمری و تقبیح سیاست دولت انگلیس در این زمینه در کتابخانه مجلس شورای اسلامی موجود است که متن آن در برخی از جراید و کتاب‌ها نیز منتشر شده‌استوی در تهران در کوچه حکیم الهی در سرچشمه اقامت داشت و در سال ۱۲۸۶ قمری اراضی‌وسیعی‌را در منطقه خرازین در شمال تهران برای زراعت خریداری کرد که در جوار املاک میرزا علی خان امین الدوله صدراعظم دوران مظفری قرار داشت و بعدها به الهیه معروف شد.

## خانواده
در طی چند نسل وصلت‌های متعددی با خانواده‌های سادات اخوی، خدابنده و سادات لاریجانی داشته‌است.

## برادر
میرزا علی محمدصفا خطاط نامدار دوران ناصری.

## فرزندان
میرزا شمس الدین حکیم الهی از اساتید معروف کلام و حکمت تهران

## داماد
شمس الادبای لاریجانی

## مرگ
در سال ۱۲۹۸ قمری درگذشت و پیکر او در وادی‌السلام نجف اشرف به خاک سپرده شد